# Platysenta glaucoptera
Platysenta glaucoptera là một loài bướm đêm trong họ Noctuidae.